# Miran Jurkošek
Miran Jurkošek, slovenski politik, ekonomist in gradbenik, * 29. december 1964.
Diplomiral je iz ekonomije nato pa postal še inženir gradbeništva. Leta 2006 je bil izvoljen za župana Občine Štore, funkcijo opravlja še danes. Vodi Županovo neodvisno listo za razvoj.
Živi v Pečovju.